# Tabatinga (Goiana)
A praia de Tabatinga localiza-se em uma reserva florestal e fazenda privada entre as praias de Carne de Vaca e Pontas de Pedras no município de Goiana, Pernambuco. Sendo a praia menos movimentada do município, e de fácil encontro com animais nativos da Mata Atlântica, inclusive 289 espécies de Angiospermas. "Tabatinga" é um termo derivado do termo tupi tobatinga, que significa "barreira branca, barro branco como cal".